# Дубовий Наум Іпатійович
Наум Іпатійович (Гнатович) Дубовий (1875, хутір Чмирівка Чигиринського повіту Київської губернії — 1941, Казахська РСР) — український радянський партійний і військовий діяч. Кандидат у члени Центральної контрольної комісії КП(б)У в 1923—1924 роках. Член Центральної контрольної комісії КП(б)У в 1924—1934 роках.

## Біографія
Наум Дубовий народився на хуторі Чмирівка Чигиринського повіту Київської губернії (нині Черкаська область, Чигиринський район) у родині селянина та наймички. Освіта початкова.
Працював в поміщицьких економіях доти, служив в армії, після повернення вступив паровозним кочегаром на Донецьку залізницю.
З початку XX сторіччя працює на шахатах Донбасу. Там же в 1903 році вступає до РСДРП(б). Був учасником Горлівського збройного повстання шахтарів у період першої російської революції. Декілька разів був заарештований і засланий, під час Першої світової війни працював на ртутних рудниках в Щербинівському районі. У 1916 році був одним з керівників Горлівсько-Щербинівського страйку. У 1917 очолював ради робітничих депутатів декількох рудників.
Після Лютневої революції — делегат березневої Всеросійської конференції Рад робочих та солдатських депутатів від Щербинівки. Конференція, на якій з доповіддю від більшовиків виступав Сталін, проходила у Петрограді з 27 по 31 березня 1917 року. Одночасно з цією подією відбувалась Всеросійська нарада партійних працівників, скликана бюро ЦК РСДРП(б). Одним із небагатьох, хто брав участь і в конференції, і у нараді був Наум Дубовий (від селища Неліпівка Бахмутського повіту Катеринославської губернії). Нарада, що розпочалася 28 березня, закінчилась на початку квітня. На ній Ленін проголосив свої Квітневі тези.
З грудня 1917 входить до складу Центрального штабу Червоної гвардії Донбасу. У 1918–1919 рр. воює на фронтах Громадянської війни, працює на різних військових посадах у 44-й дивізії, яку очолює його син — Дубовий Іван.
З березня 1919 — на керівній радянській і господарській роботі в Донбасі: голова губернського комітету КП(б)У.
З початку 1920-х по 1924 рік очолював Волинську губернську (потім окружну) контрольну комісію — робітничо-селянську інспекцію в Житомирі. Одночасно з 1921 по 1922 рік був членом української центральної комісії допомоги голодуючим.
З 1924 по 1934 рік — в апараті Центральної контрольної комісії КП(б)У, заступник голови Центрального бюро скарг Народного комісаріату робітничо-селянської інспекції УСРР. З 1933 року — голова Спілки войовничих безвірників України.
З 1934 року проживав у Сочі, працював на посаді інспектора Комісії радянського контролю. Заарештований 4 травня 1938 року, як член сім'ї зрадника Батьківщини. Вирок — 5 років адміністративної висилки — відбував у Казахстані, де й помер в 1941 році.

## Сім'я та родичі

Наум Іпатійович Дубовий з дружиною Євфросинією Данилівною і сином Іваном

Дружина Євфросинія Данилівна, син — Дубовий Іван Наумович.

## Виноски
1. ↑  Павлодарська область, Горьковський район, село Качара. (Див. с. Качар Костанайської обл. та с. Качири Качирського району Павлодарської обл.)